# Замок Мэй

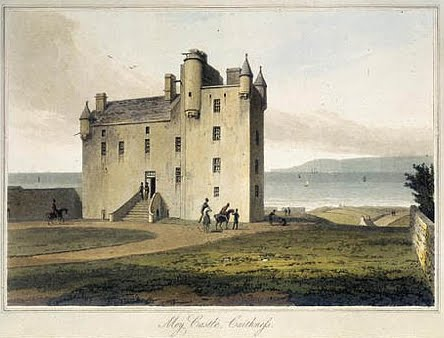
Замок в своём первозданном виде до реконстуркций

Замок Мэй (англ. The Castle of Mey), также известный в некоторое время как Замок Баррогилл (англ. Barrogill Castle) — шотландский замок, который расположен в Кейтнессе на северо-восточном побережье в 10 километрах от деревни Джон О'Гроутс. В ясную погоду из замка можно разглядеть Оркнейские острова.

## История
Земли Мэя принадлежали епископам Кейтнесса. Замок был построен между 1566 и 1572 годами, возможно на месте более раннего укрепления, 4-м графом Кейтнессом. В замке сохранилась древняя резьба с изображением герба Джорджа Синклера, 4-го графа Кейтнесса. Согласно статье от февраля 2019:
«Замок, возможно, был построен между 1566 и 1572 годами Джорджем Синклером, четвёртым графом Кейтнессом [и] включает в себя одну доминирующую башню с рядом высоких башен сбоку и сзади, образующих трёхсторонний двор, открытый к северу и к морю.»
Первоначально трехэтажный дом с башней Z-плана имел выступающее крыло на юго-востоке и квадратную башню на северо-западе. Замок перешёл к младшему сыну лорда Кейтнесса Уильяму, позже замок стал резиденцией графов. Его название было изменено на Баррогилл, и структура постройки несколько раз расширялась, в XVII и XVIII веках, а затем снова в 1821 году, когда были внесены изменения в готический стиль Тюдоров по проекту Уильяма Берна. Баррогилл ушёл из владения семьи Синклеров в 1889 году, после смерти 15-го графа Кейтнесса, когда он перешёл к Ф. Г. Хиткоту (Синклеру), который после покупки замка сменил фамилию. В 1929 году его приобрел капитан Фредерик Буйе Имберт-Терри.

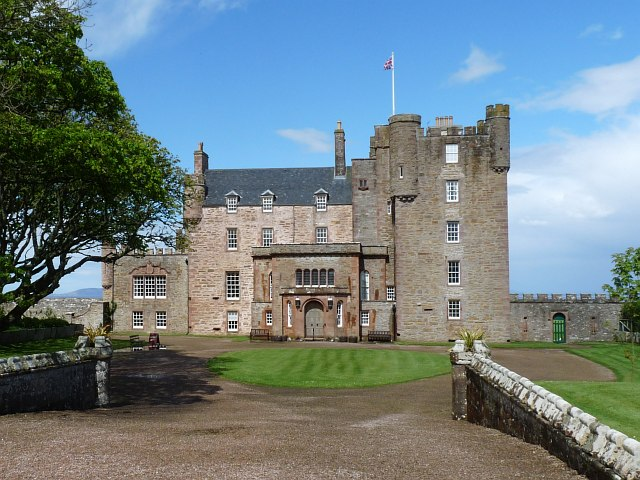
Замок Мэй, вид с юга

Замок использовался как дом отдыха офицеров во время Второй мировой войны, а в 1950 году фермы поместья были распроданы. К тому времени обитаемой была только башня.

### Королевская резиденция
Замок Баррогилл находился в полузаброшенном состоянии, когда в 1952 году поместье приобрела королева Елизавета, королева-мать, вдова короля Георга VI, умершего ранее в феврале того же года.
Королева-мать приступила к восстановлению замка для использования в качестве дома отдыха, убрав некоторые дополнения 19-го века и восстановив его первоначальное название Мэй. В рамках реставрации в замок впервые были подведены электричество и вода.

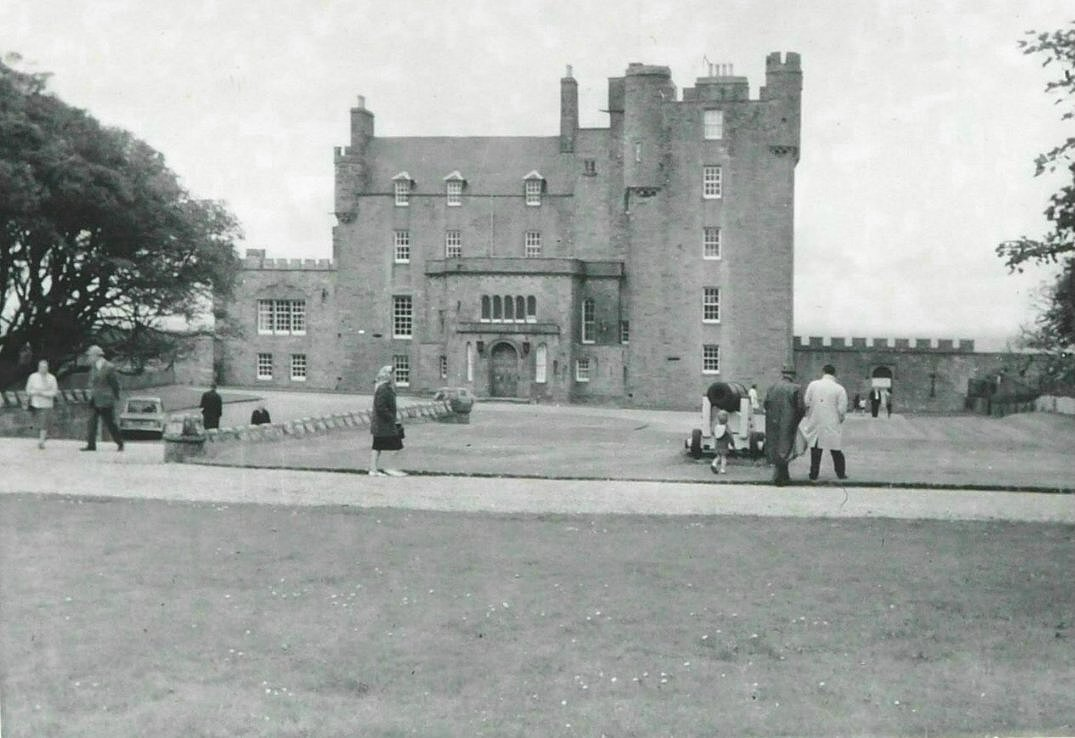
Замок Мэй, 1964 год

Другие работы, проделанные в 1953–1954 годах, включали в себя придание замку водонепроницаемости и пригодности для жилья, а также покраску и штукатурку. Интерьер замка также был отремонтирован в течение следующих нескольких лет. Реставрация западного крыла не была завершена вплоть до 1960 года.
Королева-мать повесила в замке несколько портретов предыдущих владельцев, графов Кейтнессов. Она регулярно посещала его в августе и октябре с 1955 года до своей смерти в марте 2002 года; последний визит был в октябре 2001 года.

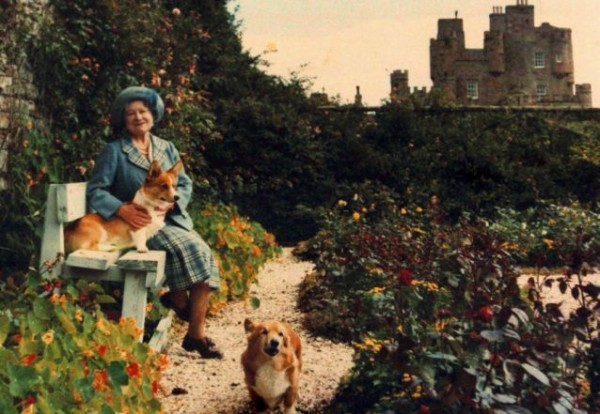
Королева-Мать в замке

В июле 1996 года королева-мать передала имущество, полисы и ферму тресту «Queen Elizabeth Castle of Mey Trust», который после её смерти регулярно открывал замок и сад для публики. Теперь он открыт семь дней в неделю с 1 мая по 30 сентября каждого года с десятидневным перерывом в конце июля и начале августа, когда король Карл III и Камилла, королева-консорт, обычно останавливаются в Мэе. В начале 2007 года трест открыл новый центр для посетителей, и количество посетителей в том году превысило 29 000 человек.

### Замок Мэй-Трест
«Castle of Mey Trust» был учрежден на основании договора о доверительном управлении, заключенного 11 июня 1996 г. Его президентом был тогдашний принц Уэльский. Трест будет управлять имуществом; согласно одному отчету, его мандат заключался в том, чтобы «обеспечить будущее здания, продвигать историческое и архитектурное образование, развивать местные породы абердин-ангусских и шевиотских овец и осуществлять проекты на благо местного сообщества». После 2002 года трест открывал замок каждое лето на пять месяцев, чтобы получать доход, который поддерживал бы собственность. В 2018 году было зарегистрировано около 30 000 посещений.
По состоянию на март 2014 года в состав попечителей входили Эш Виндхэм (председатель), 20-й граф Кейтнесс, 3-й виконт Терсо и сэр Ян Грант. Есть также ряд почетных покровителей, связанных с трестом: леди Элизабет Энсон, Кен Брюс, Сьюзен Хэмпшир, Кирсти Кинг, Халид бин Махфуз и Алан Титчмарш (который отмечен как первый почетный покровитель). Трест вместе с друзьями и покровителями помогал поддерживать и продвигать замок и все мероприятия по сбору средств.
Ремонтные работы завершены трестом в 2018 году, включая ремонт крыши, замену электропроводки внутри и наружную отделку известью.

#### Новое управление
1 января 2019 года управление трестом перешло к «The Prince's Foundation». Президентом Фонда является Карл III, на то время принц Уэльский. С 1 января 2019 года он был не только президентом «Castle of Mey Trust», но и его единственным попечителем через Фонд. Фонд заявил о своем намерении сохранить цели треста:
«...сохранение зданий и памятников; продвижение исторического и архитектурного образования; сохранение абердин-ангусской породы крупного рогатого скота и защита более широких благ для общества, в то время как герцог Ротсей и Фонд принца уверены сделать продолжение наследия его бабушки приоритетом».

#### The Granary Lodge Bed & Breakfast
В начале мая 2019 года принц Уэльский (ныне Карл III) официально открыл новое здание «Granary Lodge» в качестве отеля типа «постель и завтрак» с 10 спальнями на территории замка. Это здание объединило прежние конюшни и зернохранилище. На этапах планирования было решено использовать «эко-отопление» и по возможности использовать местные материалы и мастеров.
«Granary Lodge» — одно из первых предприятий под управлением Фонда принца Уэльского. Бизнес принадлежит и управляется Доверительным фондом, и планируется принимать гостей с 15 мая 2019 года. Прибыль пойдет на содержание и эксплуатацию поместья как туристического направления.

## В культуре
Руины замка Баррогилл — место чёрной мессы в романе Ника Картера «Шпионский замок» (1966).
Покупка замка королевой-матерью показана в сериале от Netflix «Корона» (серия 8 первого сезона).